# Patricia Morris
Pour les articles homonymes, voir Morris.
Patricia Morris (née le 16 janvier 1953 à Farnworth), est une pair britannique et ancienne ministre fantôme des femmes et whip de l'opposition pour le parti conservateur.
Morris est nommée pair à vie en 2004 et est auparavant vice-présidente du parti conservateur chargée des candidats. De 2010 à 2014, elle est chancelière de l'Université de Bolton.

## Carrière politique
Avant d'entrer à la Chambre des lords, Trish Morris est vice-présidente du Parti conservateur chargée des candidats. Elle est responsable de plusieurs changements dans la procédure de sélection visant à accroître la qualité et la diversité des candidats parlementaires.
Elle est nommée pair par le chef conservateur de l'époque, Iain Duncan Smith, et entre à la Chambre des Lords en juin 2004. Elle rejoint la banquette avant des conservateurs en tant que whip en septembre de la même année. En juin 2005, elle est nommée ministre fantôme des enfants, des jeunes, des familles et des femmes et, en octobre 2006, elle devient la principale porte-parole de l'opposition pour l'éducation et les compétences. Morris renonce à son rôle de ministre fantôme pour les enfants, les écoles et les familles à la fin de 2008, mais reste ministre fantôme pour les femmes et whip de l'opposition.
En novembre 2009, elle participe à la controverse sur la sélection de Liz Truss comme candidate parlementaire potentielle pour le sud-ouest de Norfolk. Truss avait fait l'objet de critiques pour n'avoir prétendument pas révélé au comité de sélection une liaison passée avec un député marié. Morris est citée comme la soutenant, disant « Liz est un candidat de première classe », et disant de l'affaire que « de nos jours, cela ne devrait pas avoir d'importance ».

## Vie personnelle et bénévolat
Morris habite à Bolton. Son mari William est juge. Dans son premier discours à la Chambre des Lords, elle révèle qu'elle s'était cassé le dos dans un accident de cheval alors qu'elle était adolescente.
Elle est présidente de la National Benevolent Institution et administratrice de The Disability Partnership et The Transformation Trust. Elle est directrice d'école et administratrice de l'école Bolton qu'elle a fréquentée lorsqu'elle était enfant, mécène de l'Oxford Parent Infant Project et vice-présidente du Groupe parlementaire multipartite pour le cancer du sein et les enfants. Elle est coprésidente de Women in Public Policy et membre du comité exécutif de l' Association of Governance Bodies of Independent Schools.
Morris est membre du comité consultatif de l'abbé de l'Abbaye Saint-Laurent d'Ampleforth de 1998 à 2004, vice-présidente de la fiducie de la fondation NHS de l'hôpital royal de Salford et directrice du Bolton Lads and Girls Club et membre de la commission du travail social du parti conservateur. Elle rejoint le Conseil d'administration de l'UNICEF Royaume-Uni en 2007. Elle succède à Chris Patten comme présidente de l'Aide médicale aux Palestiniens après qu'il a démissionné de son poste en juin 2011 en devenant président du BBC Trust.
Le 27 novembre 2009, Morris est nommée première chancelière de l'Université de Bolton, avec un mandat de trois ans commençant le 1er janvier 2010.